# Дьябль Нуар (футбольный клуб)
«Дьябль Нуар» (фр. Diables Noirs) — конголезский футбольный клуб из города Браззавиль. В 2009 году футбольный клуб в седьмой раз стал чемпионом страны.

## История
«Дьябль Нуар» задумывался как клуб звёзд, сформированный из клубов арондисмана Баконго. Город Браззавиль был разделён на две части: Пото-Пото и Баконго, и ни одна команда из Баконго не обыгрывала лучшую команду из Пото-Пото и не выигрывала городской чемпионат более 6 лет. Команды входили в Конголезскую спортивную федерацию (FAC) — группу клубов, управляемую католической миссией.
Католическая миссия забирала себе все доходы команды и оказывала игрокам лишь незначительную поддержку. Руководители команд из Баконго, выступавших под общим спонсорством Ассоциации спортивной культуры миссии, заявили миссионерам, что хотят создать свою собственную команду из лучших игроков, чтобы бороться за титул городского чемпионата. Они выбрали название «Дьябль Нуар» в честь чемпионов из Бельгии — «Красных дьяволов». Миссия, не одобряя ни новую команду, ни новое название, отказалась признавать её. Молодежь миссии решила бойкотировать мессу и запугивала других, не допуская их к посещению. Чтобы предотвратить возможные волнения, колониальные власти согласились на создание команды и даже выделили процент от собранных средств.
Француз Эме Брен предложил свою помощь футбольной команде в качестве тренера и консультанта. Футболисты перешли на игру с коротким пасом и более плотную опеку в защите вместо традиционного британского стиля, основанного на навесах. Благодаря этому стилю они смогли выиграть чемпионат города, обыграв «Пото-Пото», и с 1952 по 1954 год не потерпели ни одного поражения.

## Награды
- Чемпионат города Браззавиль: 3[3]
  - 1952, 1953, 1954
- Чемпионат Республики Конго по футболу: 7
  - 1961, 1977, 1992, 2004, 2007, 2009, 2011
- Кубок Республики Конго по футболу: 10
  - 1989, 1990, 2003, 2005, 2012, 2014, 2015, 2018, 2022, 2023